# Medaglia della carità
La medaglia della carità è un premio statale del Kazakistan.

## Storia
La medaglia è stata istituita il 12 dicembre 1995.

## Assegnazione
La medaglia viene assegnata ai cittadini per grandi opere di carità e misericordia.

## Insegne
- Il  nastro è verde con due sottili strisce centrali bianche.